# 王维明
王维明（1957年—），山东招远人，汉族，中华人民共和国政治人物、第十二届全国人民代表大会解放军代表。
加入中国共产党。2013年，担任全国人大代表。